# HC Big Diamonds Tartu
Le HC Big Diamonds Tartu était un club professionnel de hockey sur glace de Tartu en Estonie. Il évoluait dans le Latvijas čempionāts, l'élite lettone.

## Historique
Le club est créé en 2007.

## Palmarès
- Aucun titre.